# Brabanter Bauernhuhn
Das Brabanter Bauernhuhn oder Brabançonne ist eine Haushuhnrasse, die aus dem Gebiet um Brüssel, Mechelen und Löwen stammt und zu den typischen derben Landhühnern zählt. Die Rasse geht auf Hühner zurück, die im 17. Jahrhundert in der Grafschaft Brabant in Flandern gezüchtet wurden. 
Kennzeichnend für die Rasse ist ein ausgeprägter Federschopf hinter dem Kamm. Der Schopf tritt besonders stark bei den Weibchen auf, die Henne trägt den rassetypischen Wickelkamm, der im vorderen Teil gewellt ist. Der Hahn trägt einen einfachen, aufrechten Hahnenkamm. Die Hennen gelten als sehr vital und fruchtbar. Insgesamt eine widerstandskräftige Rasse mit beachtlicher Legeleistung. Interessant ist auch das wildhuhnähnliche Verhalten. 
In Deutschland ist die Rasse erst in den 1990er Jahren in den Rassestandard aufgenommen worden. 
Es gibt eine weitere Haushuhnrasse, die als Brabanter bezeichnet wird. Hierbei handelt es sich jedoch um einen Zierhuhntyp.